# Hannibal Sehested
Hannibal Sehested (Kuressaare, 1609 – 23 settembre 1666) è stato un politico e militare danese, che ricoprì il ruolo di Governatore generale della Norvegia (in danese Rigsstatholder) del Regno di Danimarca-Norvegia per conto di Cristiano IV di Danimarca.
Nato nel castello di Kuressaare nell'isola baltica di Saaremaa, ricevette una adeguata e raffinata educazione all'estero per fare ritorno in Danimarca nel 1632 alla corte del sovrano danese Cristiano IV, da cui ebbe in moglie la figlia, la Contessa Cristina di Schleswig che sposò il 6 novembre 1642. La sua prima esperienza politica fu la discussione di un trattato con il Consigliere svedese Axel Oxenstierna presso Wismar, il cui vero intento era di discutere la possibilità di una unione matrimoniale tra la figlia di Gustavo Adolfo, la principessa Cristina di Svezia, e il figlio di Cristiano IV, ed il figlio Federico.
Nel 1640 entrò a far parte del Consiglio privato di Danimarca (in danese Rigsråd) e venne avviato alla carriera diplomatica per la quale mostrò di essere particolarmente portato. Dopo aver portato con successo una missione diplomatica in Spagna tra il 1640 ed il 1641, nonostante avesse manifestato il desiderio di ottenere la carica di Ministro degli Esteri per conto della corona danese, gli venne affidato su volere e proposta di Cristiano IV il delicato incarico di viceré o governatore nel regno di Norvegia nel 1642.